# Озинки (аэродром)
Ози́нки — бывший военный аэродром в Саратовской области, в 8 км юго-западнее одноимённого посёлка.
В 1962 году был сформирован вертолётный полк недалеко от посёлка Сланцевый рудник Озинского района Саратовской области. Полк разместился на военном аэродроме.
На аэродроме ранее базировался 437-й учебный вертолётный полк (войсковая часть 45659), принадлежавший Саратовскому высшему военному авиационному училищу лётчиков, а до 1971 года и с 1991 года — Сызранскому военному институту. На вооружении полка состояли вертолёты Ми-24 и Ми-8. Для полётов полка, помимо аэродрома «Озинки», использовались также полевые аэродромы (посадочные площадки) «Кожин» (индекс ЬВРК) и «Муравли».
В 1998 году полк расформирован (часть личного состава и техники вошли в 237-ю отдельную вертолётную эскадрилью, созданную на аэродроме Бобровка под Самарой), аэродром заброшен. С тех пор используется как посадочная площадка для производства авиационных работ на гражданских самолётах Ан-2 и вертолётах.
В 1980-х годах сюда выполнялись рейсы местных воздушных линий на самолётах Л-410 из Саратова; они были прекращены в 1992 году.